# Cerro Pinpón
Cerro Pinpón es una montaña del Perú. Se encuentra en la región de Lima, en la parte suroeste del país, a 22 km al este de Lima, la capital del país.